# Diagnòstic d'infermeria
El diagnòstic infermer o diagnòstic d'infermeria és un judici clínic de les respostes humanes de l'individu, família o comunitat, que requereixen cures de salut en la prevenció de la malaltia, el manteniment i millora de la salut, o la fi de la vida. El seu objectiu és identificar l'estat de salut d'un pacient o client, i els problemes relatius a la cura de la seva salut.

## Definicions
Segons Marjory Gordon (1990), un diagnòstic d'infermeria és un «problema de salut real o potencial que els infermers, en virtut de la seva formació i experiència, tenen capacitat i dret legal de tractar». Els diagnòstics d'infermeria són, per tant, problemes que poden prevenir-se, resoldre's o reduir-se, mitjançant activitats independents d'infermeria.
La definició proposada per l'associació AENTDE (maig de 2001) és la següent: «Judici clínic, sobre la resposta d'una persona, família o comunitat a etapes de la vida/problemes de salut reals o potencials que l'infermer identifica, valida i tracta de forma independent».
El diagnòstic infermer constitueix la segona etapa del procés d'infermeria, en la qual s'analitzen les dades recollides del pacient o client amb la finalitat d'identificar els problemes que constituiran la base del pla de cures.

## Trets distintius
Es basa en una concepció integral de l'individu i contempla l'aspecte biopsicosocial, que influeix en l'aparició de la malaltia.
Els estàndards que determinen si un problema constitueix un diagnòstic d'Infermeria són:
- Guarda relació amb una resposta humana.
- El professional pot prescriure i realitzar legalment el tractament del problema.
- El problema es produeix repetidament en un nombre significatiu de pacients.
- S'identifiquen una o més necessitats humanes segons Maslow.
- El problema no és una malaltia específica, identificada com a tal en el sistema de classificació mèdica estàndard.

## Procés de diagnòstic
La creació d'un diagnòstic d'infermeria passa per una sèrie d'etapes:
1. Recol·lecció de dades - recollida de dades estadístiques rellevants per desenvolupar un diagnòstic.
2. Detecció de senyals/patrons - canvis en l'estat físic (p. ex., despesa urinària disminuïda).
3. Establiment d'hipòtesis - alternatives possibles que podrien haver causat senyals o patrons previs.
4. Validació - passes necessàries per desestimar altres hipòtesis, i per simplificar en un sol problema.
5. Diagnòstic - decisió sobre el problema basat en la validació.

## Enunciat
Marjory Gordon va establir el format P.E.S., acrònim on les sigles corresponen a:
- P = problema: «etiqueta diagnostica»
- E = etiologia:«en relació amb...» o «relacionat amb...»
- S = signes i símptomes. «manifestat per...»

Exemples:
- «Dolor crònic relacionat amb el seu procés degeneratiu muscular, manifestat per alteració en la capacitat de seguir amb les activitats prèvies».
- «Por, sentiment d'alarma i temor relacionats amb un procediment desconegut [per al pacient] i manifestats per alteracions fisiològiques i emocionals».
- «Risc de disminució de perfusió tissular en l'extremitat inferior en relació amb la possible obstrucció pel catèter, embolisme o trombosi, manifestat per signes i símptomes de disminució del corrent sanguini en l'extremitat on està inserit el BCIA (pilota intraaórtico de contrapulsación)».
- «Incapacitat familiar per assumir la situació relacionada amb un suport inadequat, manca de coneixements, por a la mort per part del pacient i por a l'entorn de la UCIC (unitat de vigilància intensiva cardiovascular), manifestada per peticions d'ajuda o comportament inadequat».

El diagnòstic s'identifica clarament amb la formulació d'hipòtesis que precisen ser contrastades en una etapa posterior.

## Tipus de diagnòstics
Els tipus de diagnòstics que existeixen, segons l'eix 7, «Estat de Diagnòstic», que està publicat a Nanda Internacional 2009-2011, són els següents:
Reals: Descriuen les respostes humanes als estats de salut que existeixen en un individu. Tots els diagnòstics es consideren reals si no s'especifica una altra cosa. Un exemple de diagnòstic real és «nàusees». Aquests diagnòstics inclouen les següents categories diagnòstiques:
- Etiqueta
- Definició
- Característiques definitòries
- Factors relacionats

Promoció de la salut: Comportament motivat pel desig de l'individu d'augmentar i actualitzar el potencial humà en matèria de salut. Un exemple seria «disposició per millorar l'esperança». Totes les etiquetes d'aquests diagnòstics comencen en «disposició per millorar». Aquests diagnòstics inclouen les següents categories diagnòstiques:
- Etiqueta
- Definició
- Característiques definitòries

De risc: són els diagnòstics que descriuen la vulnerabilitat o possibilitat d'un individu per desenvolupar un problema de salut. Descriuen les respostes humanes a aquests problemes o estats de salut que poden desenvolupar-se. Aquests diagnòstics inclouen les següents categories diagnòstiques:
- Etiqueta
- Definició
- Factors de risc

De salut: Qualitat o estat d'estar sa. Un diagnòstic de salut ens descriuria les respostes humanes a nivells de benestar de la persona, família o bé de la comunitat que estan en disposició de millorar. Totes les etiquetes d'aquests diagnòstics comencen en «disposició per millorar». Un exemple seria «disposició per millorar l'afrontament familiar». Inclouen les següents categories diagnòstiques:
- Etiqueta
- Definició
- Característiques definitòries
- Factors relacionats

A la NANDA 2012-2014 desapareixen els anomenats diagnòstics de salut.

## Diagnòstic situacional de salut
En l'àmbit de la infermeria familiar i comunitària, un diagnòstic situacional de salut consisteix en la caracterització mitjançant l'observació de l'objecte d'estudi de la realitat comunitària.
És la conclusió de la identificació i anàlisi de la realitat de salut d'una comunitat en un espai i temps determinats tenint en compte diferents factors a través dels seus indicadors demogràfics i epidemiològics. Comporta un conjunt d'activitats que permeten la identificació de necessitats i/o problemes de salut d'una comunitat o població específica que estan basats en les necessitats d'informació dels diferents nivells del sistema sanitari.

### Per què es fa un diagnòstic de salut?
Es fa per donar una solució o una alternativa front a un problema i/o necessitat. Hem de diferenciar el que s'entén per concepte de problema i de necessitat a la planificació de salut.
- Problema de salut: és aquella situació considerada deficient, generalment associada al terme patològic o malaltia, per l'individu, la col·lectivitat o el sistema sanitari.
- Necessitats: Quan existeix diferència o desequilibri entre la situació real detectada i una situació òptima prèviament considerada, generalment sobre la base de les situacions de regions o països d'entorn o característiques socioeconòmiques semblants. Segons qui i com es descriu la situació de necessitats podem distingir:

- Necessitats normatives: Definides per experts. Judici d'experts en epidemiologia.
- Necessitat sentida o percebuda: És la definida per la comunitat i comunicada pels pobladors de la comunitat.
- Necessitat expressada: Manifestada per la demanda d'assistència per part de la població. (Acompanyada amb indicadors de salut) Exemple: taxes de natalitat.
- Necessitats comparatives: Són el resultat d'observar diferències entre grups de característiques socioculturals i demogràfiques homogènies (comparació en el marc teòric per a correlació).

### Requisits bàsics
- Que s'utilitzin objectius quantificables.
- Que s'abasti a tota la població de la comunitat o a una mostra representativa.
- Delimitació de l'àrea de la comunitat estudiada.

### Objectius del diagnòstic de salut
- Aproximar-se al coneixement de l'estat de salut.
- Anàlisi de la situació de salut.
- Examen preliminar de la situació de salut.

Objectiu general:
- Identificar les necessitats i/o problemes de salut que afligeixen a la comunitat.

Objectius específics:
- Identificar i assenyalar problemes i necessitats de la població.
- Proporcionar informació particular front a problemes específics de casos particulars de dany.
- Avaluar els recursos sanitaris en quantitat i qualitat.

### Metodologia
Es distingeixen tres fases a seguir de forma sistematitzada, sistèmica i ordenada.
- 1. Fase preparatòria:

- a) Definir la informació bàsica requerida (Conèixer el marc conceptual des de la història de la comunitat).
- b) Conèixer les fonts d'informació, problemes i limitacions.

- 2. Fase de recollida d'informació:

- a) Recollir la informació bàsica per a cada grup de dades valorant la idoneïtat i objectivitat.
- b) Seleccionar la informació descartant el que no sigui útil.
- c) Elaboració de la informació mitjançant els indicadors necessaris i prestació de la mateixa.

- 3. Fase d'interpretació: Conèixer si la comunitat respon als interessos dels professionals.

- a) Anàlisi de la informació descrita prèviament.
- b) És necessari delimitar l'estudi en una àrea geogràfica i en un temps determinat.
- c) Les dades hauran d'abastar a tota la població o a mostres representatives d'ella.
- d) Les dades hauran de ser significatives de la situació de salut i dels seus factors condicionants expressades en paràmetres estadístics com poden ser taxes, raons, proporcions o índexs que es determinen.
- e) Els indicadors hauran de definir criteris adaptats universalment.
- f) La identificació de necessitats i/o problemes es completarà amb informació qualitativa i enquestes a la població.

#### Identificació del problema
Té a veure amb els factors socials i la posterior priorització de cadascun d'ells.
- Magnitud: no afecta
- Importància social: A qui afecta?
- Tendència: Augmenta o disminueix la cobertura d'atenció i disminueixen les taxes de mortalitat.

1) Quins problemes existeixen, per què? Llista de problemes i les seves explicacions possibles.
- Reconèixer l'heterogeneïtat de problemes que es van plantejar, tenir cura de fer una bona definició dels problemes i prioritzar-los adequadament.

2) Quins factors socials estan involucrats en els problemes identificats? Llista d'individus o organització així com de les activitats vinculades als problemes.
- Identificar individus o grups que tinguin a veure amb la no atenció o resolució dels problemes. Analitzar les seves activitats i potencialitats.

3) Què vol aconseguir l'infermer? Quan?
- Assenyalar amb claredat els resultats que es pretenen aconseguir; fa referència a la delimitació d'objectius, i cal tenir cura amb no confondre aquest punt amb les activitats.

4) Què es farà? Com caldrà organitzar-se? Accions, quantitat, personal, temps, data.
- Detallar les accions: Quantes d'aquestes es pretenen realitzar, quines persones seran responsables de les mateixes, dates probables en què aquestes accions hauran d'executar-se.

5) Què es necessita i com es finançarà? Elements, quantitat, cost, qui ho aconsegueix.
- Especificar els elements: Quants d'ells i qui ho aconsegueix, així com el cost.

6) Quins obstacles hi ha? Com vèncer aquests obstacles?
- Identificar les dificultats que ens estan impedint l'assoliment dels objectius.

7) Com saber si s'avança? Resultats esperats. Reunions de control.
- Es refereix a l'avaluació dels resultats. Cal detallar els resultats esperats (objectius) i avaluar el seu progrés a través de reunions successives en les quals s'assenyalarà si s'ha avançat, retrocedit, romàs igual o no s'ha iniciat l'acció.

### Aspectes a considerar per elaborar el diagnòstic de salut
El present tema tracta d'explicar com realitzar el procés de diagnòstic de salut i una bona programació d'activitats per a la solució dels problemes detectats en una població.
S'ha de tenir en compte dos aspectes importants per realitzar un bon diagnòstic de salut: L'aspecte tècnic i l'aspecte estratègic; aquests dos aspectes permetran realitzar un esquema d'anàlisi dels problemes que puguin sorgir.
1) En l'aspecte estratègic, els propòsits són els que s'intentaran acomplir. Aquests són: La Legitimació: que significa que la població accepti les propostes que els infermers formulen per a la solució dels seus problemes. El canvi significa aconseguir canvis socials; modificar, que permetin que la societat segueixi organitzant-se i funcionant com a tal, i el creixement que s'entén com el creixement del producte; aconseguir una productivitat i aconseguir resultats òptims.
2) En l'aspecte tècnic, té altres categories anomenades nivells: nivell propi de la salut i les accions que es s'ofereixen per a l'atenció del mateix. Els primers són els que ens mostraran l'estat de salut de la població i, d'altra banda, la situació epidemiològica; i els segons s'assenten en els serveis que s'ofereixen i les institucions que ho basteixen.
El diagnòstic de salut es realitza en dos enfocaments: total i parcial. El primer significa que l'estudi es realitza sobre tota la població, i el segon es refereix que el diagnòstic només s'obté d'una part de la població que pot ser manipulat, però això té dos resultats: un contradictori i un necessari. Contradictori perquè en dur a terme un estudi sectorial es perd la informació precisa de l'afer social, és a dir no es considera com a dada vàlida. Necessari perquè les propostes han d'originar-se des del diagnòstic realitzat en tot el conjunt i després han de ser aplicades mitjançant les accions determinades de les institucions de salut que pertanyen a un sector parcialment. Conseqüentment no s'ha d'actuar en un sector separat de l'afer social perquè el que és parcial ha de ser observat dins del quadre de la integritat.
A partir dels propòsits i els nivells es definirantres tipus de diagnòstics que corresponen: Diagnòstic administratiu, estratègic i ideològic.
1) Diagnòstic administratiu. Aquest tipus de diagnòstic es refereix al propòsit de creixement i les activitats de servei que s'ofereixen a les institucions per poder resoldre els problemes de salut; l'enfocament és objectiu i funcional.
L'estat de salut d'una població des d'un punt de vista administratiu s'identificarà per subgrups, dividint a la població per edat, sexe i ubicació geogràfica; categoritzant per tipus de malalties. Per tal que les categories siguin eficaces calen dues condicions. D'una banda, el sistema d'atenció ha de funcionar amb fluïdesa, sense demores i interrupcions i amb una bona organització. De l'altra, les malalties cròniques han de ser ateses per professionals capacitats. Generalment aquestes dues condicions es donen només en països desenvolupats.
Quant a la situació epidemiològica, es refereix a la causa de les malalties. Aquest terme pot tenir dos conceptes que la societat ha determinat al llarg de la història, és a dir, la causa pot conceptualitzar-se com a càstig diví o la introducció d'un germen a l'organisme. El diagnòstic administratiu de la situació epidemiològica utilitza certes condicions biològiques com les qualitats de les persones que les fan susceptibles per contreure alguna malaltia com l'estat d'immunitat o el contacte amb germens, i ecològic, és a dir, la relació de la persona amb el seu hàbitat.
La combinació biològic i ecològic donen origen al risc on un grup de persones d'una comunitat són més susceptibles de patir una malaltia. L'estudi de la situació epidemiològica pot ser considerat com un element important per dissenyar programes de salut, però de vegades no es compleix perquè als països subdesenvolupats les institucions encarregades de realitzar una anàlisi epidemiològica el que fan és comptabilitzar els recursos, controlar l'accés a les fonts d'aigua, etcètera, i no existeixen informes on s'indiqui la distribució de malalties i no organitzen sistemes de vigilància epidemiològica.
Un programa ve a ser una organització sistèmica d'activitats per oferir serveis de salut. Dins de cada programa s'estudien els recursos i la força de treball, es realitzen la descripció dels accessos i sortides dels productes d'una institució i l'avantatge de dur a terme un estudi des d'un programa és que s'aconsegueix aconseguir una uniformitat perquè existeix una coexistència entre els recursos i les metes traçades dins d'una mateixa institució.
2) Diagnòstic estratègic. Aquest tipus de diagnòstic correspon als interessos i conflictes que apareixen a cada població. Segons el que es presenta a cada societat, s'ha de formular propostes estratègiques. El propòsit del diagnòstic estratègic és el creixement de la productivitat gràcies al pensament estratègic amb la intenció de produir canvis, per tant, es necessita disposar de poder, és a dir, la força de les persones per canviar. De forma contrària, aquests canvis no podran romandre per molt temps perquè no hi ha una barrera que protegeixi els canvis.
En aquest tipus de diagnòstic l'estat de salut s'estudiarà a través de dos aspectes: Es realitzarà en població urbana, rural, periurbana i zones perifèriques i les diferències entre els grups que pot classificar-los, d'acord amb una situació epidemiològica, els grups protegits o els grups desprotegits.
En el nivell epidemiològic ha de proporcionar mesures per triar condicions que han d'utilitzar-se en l'estudi de l'estat de salut i explicar el perquè de les mateixes. D'altra banda el que tracta d'aconseguir el diagnòstic estratègic és poder canviar la manera com se suposa que és la causalitat de les malalties o com diu Kuhn, tenir un model o paradigma epidemiològic i comprendre el procés salut-malaltia.
El diagnòstic estratègic mostra models de l'atenció de salut a les persones: El primer model és que un professional de salut presti serveis contra el pagament de qui rep l'atenció, aquí la remuneració és directa. El segon model és prestar serveis a un subsector de la població que no està en condicions de pagar el servei que rep i la remuneració serà a través de l'estat. I un Tercer model modifica un sector i les inversions no provenen del govern ni de negocis privats, sinó de les necessitats de consumir de les agrupacions.
3) Diagnòstic ideològic. Aquest tipus de diagnòstic correspon al vincle entre les forces socials entorn a la salut i el propòsit del mateix és la legitimació. Aquest terme de legitimació és un procés mitjançant el qual s'aconsegueix que una decisió o proposta sigui acceptada com a legal i vàlida per a la societat. Una proposta serà legal sempre que aconsegueixi canviar comportaments en les forces socials i és vàlid quan aquestes forces socials deliberen pròsperament els nous comportaments. Però no sempre tindrà les dues característiques perquè es pot donar el cas en què la proposta es consideri com a positiva per la societat, però que no sigui legal. En aquest cas s'haurà de modificar.
El diagnòstic ideològic es diferencia de l'administratiu i estratègic perquè aquest tipus no es realitza tenint en compte nivells com l'estat de salut o la situació epidemiològica. Només considera la filosofia, és a dir, les pràctiques i els coneixements de les persones d'una societat. La tasca del diagnòstic ideològic és identificar els principals coneixements en el camp de la salut de la societat.

### Aplicacions del diagnòstic de salut en la comunitat
El diagnòstic de salut no és un fi en si mateix, sinó una etapa fonamental per a la posterior presa de decisions. Servirà per:
- Proporcionar informació general i particular en algun problema específic. Per exemple, per establir l'etiologia d'algunes malalties.
- Assenyalar les necessitats i prioritats en matèria de salut.
- Avaluar els recursos necessaris existents.
- Constituir la base per a la planificació i programació en salut.

### Problemes del diagnòstic de salut
- Obsessió per la informació de tipus quantitatiu, sense valorar la informació que no es pot mesurar i que té pes en la presa de decisions.
- Exigència de globalitat i exhaustivitat, que no permet recollir dades de manera selectiva, orientada cap als problemes.
- Alt consum de temps i recursos.
- Falta d'aplicació.
- No recull l'opinió de la comunitat sobre la seva salut.
- No s'orienta cap a la promoció de la salut sinó cap a la lluita contra la malaltia i la mort.
- No es detecten necessitats dels grups marginals.
- Les dades no tenen significació estadística.
- No correspondència de l'àrea estudiada amb les àrees d'altres registres oficials.
- Pèrdua d'informació dels registres.

## Postura dels infermers professionals davant l'ús del diagnòstic d'infermeria
Part dels infermers recolzen l'ús d'una terminologia estandarditzada i confien que aquesta ajudarà a la Infermeria a ser més científica i basada en evidències. En canvi, altres infermers senten que «els diagnòstics d'infermeria són d'una mentalitat de torre d'ivori» i que «ni ajudaran a la planificació de la cura ni a diferenciar a la Infermeria de la Medicina».

## Organitzacions relacionades
La principal organització per a la definició estandarditzada dels diagnòstics és la North American Nursing Diagnosi Association, també coneguda com a NANDA-Internacional. Altres associacions internacionals són AENTDE (espanyol), AFEDI (francès) i ACENDIO (Europa).
En la pràctica clínica el professional d'infermeria es pot adonar que l'ús d'estàndards establerts són part essencial de la seva tasca. Com tota professió ha de tenir patrons establerts i guiar-se a partir d'aquests per poder així universalitzar els seus objectius, parlar un mateix llenguatge i buscar les mateixes metes, prioritzar activitats i unificar criteris de resposta. El Diagnòstic Infermer és un instrument que ofereix bases per facilitar la disciplina infermera, però tot i que el seu contingut encara no és tan ampli, té l'avantatge de rebre més aportacions als seus Diagnòstics sustentats científicament i, sobretot, proporciona al Professional l'oportunitat d'endinsar-se en el món de la recerca.